# Іцхак Рабинович
Іцхак Рабинович (рос. Ицхак Рабинович, 1887, Москва, Російська імперія — 1971, Єрусалим, Ізраїль) — російський громадський діяч, діяч сіоністського руху в Російській імперії та СРСР, керівник єврейських спортивних і молодіжних організацій, правозахисник.

## Громадська діяльність
За освітою інженер. У 1912 році став одним із засновників спортивного товариства «Маккабі» в Лодзі (Польща, Російська імперія), в якому став першим відповідальним секретарем. Проходив професійне стажування в Німеччині.
1916 року став керівником московського спортивного товариства «Маккабі».
З 1920 року — голова правління Всеросійського союзу єврейських спортивних клубів «Маккабі». Організатор і (з 1923) член керівництва молодіжного руху «Маккабі ха-Цаіру» (з 1923 «Ха-Шомер ха-Цаіру») в Москві. 
Влітку 1925 року разом з відомим музикантом Давидом Шором подав виконуючому обов'язки голови ВЦВК Петру Смидовичу протест у формі меморандуму, у зв'язку з переслідуваннями в СРСР євреїв. 
У 1926 році арештований і висланий на 3 роки в Кзил-Орду Казакської АРСР РРФСР, у 1927 році переведений в Твер зі скороченням терміну заслання до 2 років. 
1929 року був висланий в Палестину, де і жив до своєї смерті у 1971 році. 
Автор спогадів «Від Москви до Єрусалима» (на івриті).